# Marcello Bertinetti
Marcello Bertinetti (født 26. april 1885 i Vercelli, død 31. juli 1967 smst.) var en italiensk fægter, som deltog i flere olympiske lege i begyndelsen af 1900-tallet.
Bertinetti var første gang med til OL i 1908 i London, hvor han stillede op i kårde og sabel, både individuelt og på hold. Både i den individuelle kårdekonkurrence og den individuelle sabelkonkurrence nåede han til semifinalen, og med kårdeholdet blev han nummer fire. I holdkonkurrencen i sabel var han med på det italienske hold i alle tre kampe. Holdet vandt i indledende runde over Storbritannien, men tabte derpå i semifinalen til Ungarn, der senere vandt guld. Italienerne fik en kamp om andenpladsen, som de vandt over Tyskland. De andre på holdet var Abelardo Olivier, Sante Ceccherini, Alessandro Pirzio Biroli og Riccardo Nowak.
I perioden 1911 til 1922 dyrkede han ikke for alvor sin sport, idet han var udsendt som læge til Libyen.
Ved OL 1924 i Antwerpen stillede Bertinetti op individuelt i sabel samt i holdkonkurrencerne i kårde og sabel. I den individuelle konkurrence klarede han sig igennem til semifinalen, men skønt han var kvalificeret til finalerunden, deltog han ikke i denne. I holdkonkurrencen i sabel var han med på holdet, der gik hele vejen til finalen og her vandt alle matcher, så de vandt guld foran Ungarn og Holland. I kårde blev Italien nummer to i indledende heat og vandt derpå semifinalen. Her tabte de knebent til Frankrig og klart til Belgien, men vandt over Portugal. Frankrig vandt guld, Belgien sølv og Italien bronze.
Bertinettis sidste OL blev 1928 i Amsterdam, hvor han kun var med på kårdeholdet. Her var han med til at vinde indledende heat og semifinalen, men han blev (efter otte sejre og otte nederlag) valgt fra til finalen, som Italien vandt foran Frankrig og Portugal.
I 1929 vandt han EM-sølv individuelt i sabel.
Tidligt i sin karriere var Bertinetti også fodboldspiller, der var med til at grundlægge fodboldafdelingen i FC Pro Vercelli og var med til at blive italiensk mester med denne klub i 1908.
Bertinettis søn, Franco Bertinetti, var fægter som sin far og vandt to olympiske guldmedaljer i midten af 1900-tallet. Hans sønnesøn, der også hedder Marcello Bertinetti, har ligeledes deltaget ved OL i fægtning.